# Haruka Funakubo
Haruka Funakubo (en japonés: 舟久保遥香, Funakubo Haruka; Fujiyoshida, 10 de octubre de 1998) es una deportista japonesa que compite en judo.
Participó en los Juegos Olímpicos de París 2024, obteniendo dos medallas, plata en el equipo mixto y bronce en la categoría de –57 kg. Ganó dos medallas de plata en el Campeonato Mundial de Judo, en los años 2022 y 2023, en la categoría de –57 kg.

## Palmarés internacional
| Juegos Olímpicos   | Juegos Olímpicos     | Juegos Olímpicos  | Juegos Olímpicos |
| Año                | Lugar                | Medalla           | Categoría        |
| ------------------ | -------------------- | ----------------- | ---------------- |
| 2024               | París (Francia)      | Medalla de plata  | Equipo mixto     |
| 2024               | París (Francia)      | Medalla de bronce | –57 kg           |
| Campeonato Mundial |                      |                   |                  |
| Año                | Lugar                | Medalla           | Categoría        |
| 2022               | Taskent (Uzbekistán) | Medalla de plata  | –57 kg           |
| 2023               | Doha (Catar)         | Medalla de plata  | –57 kg           |